# Blackpool
Blackpool város az Egyesült Királyságban, Anglia területén. Az Ír-tenger partján, Manchestertől kb. 65 km-re ÉNY-ra fekszik. Lakossága 142 ezer fő volt 2012-ben. Az ország legnagyobb üdülőközpontja. Itt található a Királyság legtöbb szórakoztató létesítménye egy helyre koncentrálódva. A város konferencia-központ is egyben.

## Közlekedés

### Légi
Repülőtere a Blackpooli repülőtér.

### Vasúti
A városban 1885 óta közlekedik villamos. Jelenleg egy vonal üzemel, mely 17,7 km hosszú.